# Rhombodera titania
Rhombodera titania är en bönsyrseart som beskrevs av Carl Stål 1877. Rhombodera titania ingår i släktet Rhombodera och familjen Mantidae. Inga underarter finns listade i Catalogue of Life.